# Détachement motorisé autonome no 1
Le détachement motorisé autonome no 1 (DMA no 1) est une unité militaire française des troupes coloniales stationnée dans le territoire du Sénégal de 1947 à 1957.

## Création et différentes dénominations
- novembre 1943 : formation du bataillon autonome mixte d'infanterie coloniale à partir du dépôt du régiment mixte d'infanterie coloniale de l'Afrique-Occidentale française
- juillet 1946 : renommé bataillon autonome du Sud-Sénégal
- janvier 1947 : transformé en détachement motorisé autonome no 1
- décembre 1957 : renommé 10e régiment colonial interarmes puis 10e régiment interarmes d'outre-mer (décembre 1958)

## Historique
Le DMA no 1 est créé le 1er janvier 1947 à partir du bataillon autonome du Sud-Sénégal. Celui-ci avait été formé le 1er juillet 1946 par renommage du bataillon autonome mixte d'infanterie coloniale, lui-même issu mis sur pied le 1er novembre 1943 à partir du dépôt du RMIC/AOF.
Un DMA compte alors en théorie 840 marsouins et 980 tirailleurs sénégalais, répartis dans une compagnie de commandement, un bataillon d'infanterie portée, un escadron de reconnaissance blindé, une batterie d'artillerie tractée, une compagnie du Génie, un détachement de transmissions, une compagnie de transport, un escadron de réparation, une compagnie de ramassage sanitaire, un élément de ravitaillement et un peloton d'observation aérienne (avions Morane 500). Les véhicules sont issus des surplus de la Seconde Guerre mondiale, américains (notamment Jeeps, camions Dodge et GMC, M3 Scout Car ou automitrailleuse M8) ou britanniques (comme les Bren Carrier). Le DMA no 1 est stationné à Thiès et détache des éléments à Rufisque et Kaolack.
En novembre 1950, des éléments du bataillon porté et des 1er et 7e régiments de tirailleurs sénégalais forment le bataillon de marche no 1 de l'AOF. De même, en avril 1957, le DMA no 1 met sur pied, toujours à Thiès, le bataillon de marche no 3 de l'AOF.
En octobre 1951, le détachement motorisé autonome est réorganisé : il est maintenant constitué avec un groupe mobile d'intervention et un centre d'instruction. La compagnie de ramassage sanitaire, l'escadron de réparation, la compagnie de transport, le détachement de transmissions sont dissous. La batterie d'artillerie devient une unité mixte d'artillerie et de transport. Le centre d'instruction est installé à Rufisque et compte une compagnie de commandement, trois compagnies d'instruction, une batterie d'instruction et un centre d'instruction automobile.
Début 1957, des éléments du DMA no 1 sont brièvement déployés en Mauritanie pour contrer l'Armée de libération du Sud qui cherche à constituer le Grand Maroc. Ainsi, le 14 février 1957, la 2e compagnie du DMA1 est victime d'une embuscade à El-Amar et déplore seize tués, dont trois officiers, et douze blessés. 
En décembre 1957, le DMA no 1 est renommé 10e régiment colonial interarmes.

## Traditions
Le détachement motorisé autonome no 1 conserve les traditions du 10e régiment de tirailleurs sénégalais.

### Insigne
L'insigne présente une roue dentée (symbole de la motorisation de l'unité) chargée de l'ancre des troupes coloniales brochant sur un baobab (arbre typique du Sénégal).
Il est homologué H.559 en septembre 1947 et fabriqué, en deux variantes, par l'entreprise Drago.

## Personnalités ayant servi au DMAno1
- Marc Guèye, ancien tirailleurs sénégalais, écrivain[6]